# Młynarze (gmina)
Pour les articles homonymes, voir Młynarze.
Młynarze est une gmina rurale (gmina wiejska) de la powiat de Maków, dans la Voïvodie de Mazovie, dans le centre-est de la Pologne.
Son siège administratif (chef-lieu) est le village de Młynarze, qui se situe environ 23 kilomètres au nord-est de Maków Mazowiecki (siège de la powiat) et 85 kilomètres au nord-est de Varsovie (capitale de la Pologne).
La gmina couvre une superficie de 75,04 km2 pour une population de 1 747 habitants en 2006.

## Histoire
De 1975 à 1998, la gmina est attachée administrativement à la voïvodie d'Ostrołęka.

Depuis 1999, elle fait partie de la voïvodie de Mazovie.

## Géographie
La gmina de Młynarze inclut les villages et localités de :

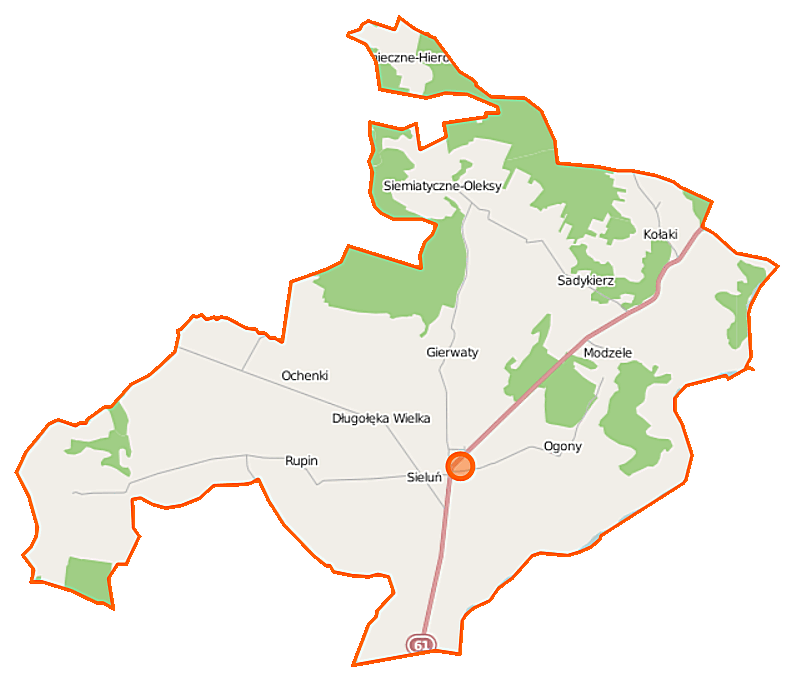
Plan de la gmina

- Długołęka Wielka
- Długołęka-Koski
- Gierwaty
- Głażewo-Cholewy
- Głażewo-Święszki
- Kołaki
- Młynarze
- Modzele
- Ochenki
- Ogony
- Rupin
- Sadykierz
- Sieluń
- Strzemieczne-Hieronimy
- Strzemieczne-Oleksy
- Strzemieczne-Wiosny
- Załęże-Ponikiewka

### Gminy voisines
La gmina de Młynarze est voisine des gminy suivantes :
- Czerwonka
- Goworowo
- Olszewo-Borki
- Różan
- Rzekuń
- Sypniewo

## Structure du terrain
D'après les données de 2002, la superficie de la commune de Młynarze est de 75,04 km2, répartis comme tel :
- terres agricoles : 64%
- forêts : 25%

La commune représente 7,05% de la superficie du powiat.

## Démographie
Données du 30 juin 2004 :
| description        | Total  | Total | Femmes | Femmes | Hommes | Hommes |
| ------------------ | ------ | ----- | ------ | ------ | ------ | ------ |
| Unité              | Nombre | %     | Nombre | %      | Nombre | %      |
| population         | 1 770  | 100   | 857    | 48,4   | 913    | 51,6   |
| Densité (hab./km²) | 23,6   | 23,6  | 11,4   | 11,4   | 12,2   | 12,2   |